# Pseudocopicucullia capazi
Pseudocopicucullia capazi är en fjärilsart som beskrevs av Ramon Agenjo Cecilia 1952. Pseudocopicucullia capazi ingår i släktet Pseudocopicucullia och familjen nattflyn. Inga underarter finns listade i Catalogue of Life.